# Taksim-Massaker

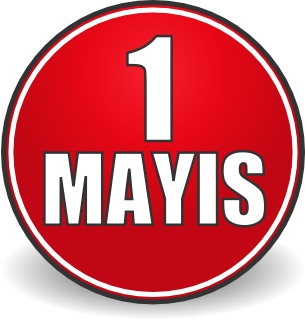
Das alte Logo für den 1. Mai in der Türkei

Das Taksim-Massaker (in der Türkei als Kanlı 1 Mayıs – Blutiger 1. Mai bekannt) war ein Ereignis am Tag der Arbeit, bei dem am 1. Mai 1977 am Istanbuler Taksim-Platz mindestens 34 Personen starben, 136 Personen verwundet und 453 Personen festgenommen wurden. Der Fall ist bis heute nicht vollständig aufgeklärt.

## Hintergrund
Im Osmanischen Reich fand die erste Feier des Tags der Arbeit 1909 in Skopje statt. In Istanbul wurde er erstmals 1912 gefeiert. Zwischen 1928 und 1975 fanden keine Feiern statt. Am 1. Mai 1976 organisierte die DİSK die erste Massenversammlung am Taksim-Platz.
Bereits vor der Versammlung wurde in der türkischen Presse prophezeit, dass der Tag der Arbeit 1977 blutig enden könnte. Die Führerschaft der DİSK, die Unterstützer der Arbeiterpartei der Türkei (Türkiye İşçi Partisi TİP), der Sozialistischen Arbeiterpartei der Türkei (Türkiye Sosyalist İşçi Partisi TSİP) und der damals illegalen Kommunistischen Partei der Türkei (Türkiye Komünist Partisi TKP) war, hatte die Beteiligung des sogenannten maoistischen Blocks verboten (die zur gleichen Zeit unter Namen wie die Befreiung des Volkes, Pfad des Volkes und Einheit des Volkes agierte). Es wurde vorher angenommen, dass es zu Unruhen zwischen diesen Gruppen kommen könnte.

## Das Massaker
Organisiert von der DİSK kamen am 1. Mai 1977 bis zu 500.000 Personen aus verschiedenen Provinzen der Türkei nach Istanbul, um den Tag der Arbeit am Taksim-Platz zu feiern. Der Platz war überfüllt, sodass die Menschenmenge auch in die umliegende Gebiete strömte. In Beşiktaş hatten sich Hunderttausende versammelt und bereiteten sich auf den Demonstrationszug vor.
Noch als der DİSK-Vorsitzende Kemal Türkler eine Rede hielt, waren die Straßen immer noch voll Menschen, sodass der Einlass bis 19 Uhr verlängert wurde. Als Türkler seine Rede beendete, fielen drei Schüsse, woraufhin Panik unter den Menschenmassen ausbrach. Personen aus dem Intercontinental Hotel (heute Marmara-Hotel) und im Gebäude der Sular İdaresi (Wasserbehörde), schossen mit automatischen Waffen in die Menge, woraufhin sich gepanzerte Fahrzeuge in Bewegung setzten. Manche Menschen blieben auf der Stelle liegen, andere liefen weg, wurden in Ecken zusammengedrängt und von den gepanzerten Fahrzeugen überrollt.

## Folgen
Ermittlungen führten bis heute zu keinem endgültigen Ergebnis. Doch bereits am 7. Mai 1977 erklärte Ministerpräsident Bülent Ecevit auf einer öffentlichen Versammlung seiner Republikanischen Volkspartei (CHP) in Izmir, dass die Konterguerilla an den Vorfällen beteiligt gewesen sei.
Eine so hohe Teilnehmerzahl konnte bei keiner Maifeier mehr erreicht werden. Nach dem Militärputsch von 12. September 1980 wurden Maikundgebungen für acht Jahre überhaupt verboten.